# Константинеску, Эмиль
Эмиль Константине́ску (рум. Emil Constantinescu; род. 19 ноября 1939, Тигина) — румынский государственный и политический деятель, учёный-геолог. Президент Румынии с 29 ноября 1996 по 20 декабря 2000 года.

## Биография
Родился 19 ноября 1939 года в Тигине.
В 1956 году окончил колледж «Николае Бэлческу» в Питешти. В дальнейшем окончил юридический факультет Бухарестского университета в 1960 году, непродолжительное время работал по юридической специальности, но затем в 1961 году поступает на геологический факультет, который заканчивает в 1966 году.
С 1966 года преподавал на геологическом факультете Бухарестского университета, где вскоре также занял должность секретаря по пропаганде университетского комитета РКП.
После Румынской революции 1989 года стал одним из основателей Гражданского союза — одной из наиболее авторитетных правозащитных организаций Румынии, противостоявшей бывшим активистам РКП и агентам Секуритате в их попытках вернуться во власть. Наряду с Марианом Мунтяну, был одним из лидеров Голаниады.
В 1992 году избран президентом Бухарестского университета, в том же году был кандидатом в президенты Румынии, однако проиграл их во втором туре Иону Илиеску. Избран президентом в 1996 году. Заметно изменил политический курс, проводил социально-экономические реформы. В начале 1999 года столкнулся с шахтёрскими протестами, которые вылились в массовые беспорядки и подавлялись военной силой. Директор спецслужбы SRI Костин Джорджеску рассматривал эти события как попытку переворота, за которой стоял лидер партии Великая Румыния Корнелиу Вадим Тудор.
Женат с 1964 года. Жена Надя — юрист, есть сын Драгош и дочь Норина, а также двое внуков.

## Награды
- Золотой орден «Друг Азербайджана» (2023 год, Международный журнал «Мой Азербайджан»)[2].